# Khashkhash Ibn Saeed Ibn Aswad
Chaschchasch ibn Said ibn Aswad of Khashkhash Ibn Saeed Ibn Aswad (arabisch خَشْخَاش ٱبْن سَعِيد ٱبْن أَسْوَد, Ḫašḫāš ibn Saʿīd ibn Aswad; geboren Pechina, Andalusië) was een Moors admiraal.
Volgens de moslimhistoricus Abul-Hassan ali ibn Al Houssain al-Masudi (871-957) zou Khashkhash Ibn Saeed Ibn Aswad de Atlantische Oceaan overgestoken zijn en onbekend gebied bereikt hebben (Ard Marjhoola). In zijn boek Muruj adh-dhahab wa maadin aljawhar (De weiden van goud en mijnen van juwelen) schrijft Al-Masudi dat Khashkhash Ibn Saeed Ibn Aswad, uit Delba (Palos de la Frontera) in Spanje in 889 de Atlantische Oceaan overstak en terugkeerde beladen met fabelachtige schatten. Volgens sommigen zou Columbus de beschikking hebben gehad over de kaarten en het verhaal van Al-Masudi aan het Spaanse hof. In de academische wereld wordt de theorie dat Khashkhash Amerika zou hebben ontdekt nauwelijks ernstig genomen.